# Modeh Ani
Modeh Ani (מודה אני — hébreu Modé Ani « je rends grâce, » les premiers mots de la prière) est la première bénédiction récitée par les juifs observants à leur réveil, avant même de sortir du lit. Elle est, du fait de sa concision, l'une des premières prières enseignées aux enfants.

## Origine
Le Modeh Ani tire son origine du Livre des Lamentations (3:22-23): « C'est que les bontés de YHWH ne sont pas taries et que Sa miséricorde n'est pas épuisée. Elles se renouvellent chaque matin, infinie est Ta bienveillance, » dont Les Sages ont tiré une allusion à l'âme. En effet, ils expliquent à partir de ces versets et un autre du livre des Psaumes, que l'âme divine quitte le corps chaque nuit, lors du sommeil, défini ailleurs comme le soixantième de la mort, pour rendre compte à Dieu des bonnes et des mauvaises actions accomplies durant le jour de concert avec le corps, elle a faites durant le jour. Selon le verset des Psaumes, l'âme est un gage, c'est-à-dire une garantie que ne restitue pas le créancier avant le paiement de la dette; or Dieu restitue l'âme, et la restitue « pure » et « neuve, » pour se réunir avec le corps au réveil, car grande est Sa « confiance (lecture midrashique de èmounatekha, habituellement traduit par fidélité ou bonté). »
Si l'usage de remercier Dieu de ce don d'âme quotidiennement renouvelé figure déjà dans le Talmud, la prière de l'époque n'était pas Modé Ani mais Elohaï Neshama, actuellement récitée après les ablutions matinales. Le Talmud de Jérusalem contient une formule relativement proche. Cependant, il est communément admis que la prière Modé Ani, qui n'est pas mentionnée par les Rishonim, ni consignée dans tous les livres de prière, fut composée par le rabbin Moshe ben Makhir de Safed au XVIe siècle dans son Seder Hayom. 
Moshe ben Makhir étant postérieur à Joseph Caro, l'auteur du Choulhan Aroukh, le Modé Ani n'y est pas mentionné. En revanche, il figure dans l'un des commentaires ultérieurs de l'ouvrage, le Kitzour Choulhan Aroukh qui indique en outre que la prière, ne comportant aucun Nom divin, peut être récitée avant les ablutions matinales.